# Jerapetra (gmina)
Jerapetra (gr. Δήμος Ιεράπετρας, Dimos Jerapetras) – gmina w Grecji, na Krecie, w administracji zdecentralizowanej Kreta, w regionie Kreta, w jednostce regionalnej Lasiti. Siedzibą gminy jest Jerapetra. W 2011 roku liczyła 27 602 mieszkańców. Powstała 1 stycznia 2011 roku w wyniku połączenia dotychczasowych gmin Jerpetra i Makri Jalos.